# Piaskowce (rejon werenowski)
Piaskowce (biał. Пескаўцы; ros. Песковцы) – wieś na Białorusi, w obwodzie grodzieńskim, w rejonie werenowskim, w sielsowiecie Misiewicze.

## Historia
W dwudziestoleciu międzywojennym leżały w Polsce, w województwie nowogródzkim, w powiecie lidzkim, w gminie Myto/Wawiórka. Po II wojnie światowej w granicach Związku Sowieckiego. Od 1991 w niepodległej Białorusi.

## Mord w Piaskowcach
W dniach 12-13 marca 1945 r. w Piaskowcach i okolicy Grupa Operacyjna NKWD w podstępny sposób zlikwidowała oddział partyzancki, mordując żołnierzy AK oraz jego dowódcę Franciszka Weramowicza „Kunę”. Piotr Kuźmicz, mieszkaniec wsi Kunieje, który przez dłuższy czas zbierał informację o tym wydarzeniu relacjonuje: Do oddziału w sposób podstępny przyłączyła się grupa NKWD pozorująca oddział „zielonych”, czyli „własowców” pod dowództwem Mirkowskiego, który za tę operację został odznaczony tytułem Bohatera Związku Radzieckiego. Oddział „Kuny” składał się z miejscowej ludności, dwóch Niemców i Francuza. Liczył ponad 50 żołnierzy i konspiracyjną siatkę rezerwistów. Dowódca „Kuna” osobiście znał jednego z „zielonych”, który był agentem NKWD pod ps. „Pierwyj”. Darzył go zaufaniem i dał się namówić do połączenia oddziałów. 12 marca „Zieloni” (GO NKWD) przy użyciu noży, siekier i broni palnej przystąpili do likwidacji oddziału AK we wsi Piaskowce. Rano w sztabie „zielonych” zamordowali dowódcę Franciszka Weramowicza, w dzień w lesie obok wsi Dajnowa pomordowano wysłane patrole AK, a wieczorem zaczął się ogólny mord we wsi Piaskowce.  Według dokumentów wówczas zginęło 36 osób. Zwłoki pomordowanych w Piaskowcach milicja przewiozła do Radunia na rozpoznanie. Zabici w patrolach zostali pochowani w lesie koło wsi Dajnowa. Część akowców w tym Niemcy i Francuz wyrwali się przez pierścień sowieckich wojsk otaczających wieś Piaskowce.  O świcie 13 marca 1945 r. NKWD przystąpiło do mordowania wykrytych rezerwistów z siatki konspiracyjnej we wsiach: Siewruki, Bobrowniki, Zaprudziany, Smilginie, Lipkuńce, Rukańce, Kurdziuki. Wówczas zamordowano w bestialski sposób 23 osoby. Pomordowani spoczęli na przylegających do tych wsi cmentarzach. 
Przy drodze Zieniewicze – Piaskowce po prawej stronie na skrzyżowaniu do wsi Dajnowa wzniesiono wysoki drewniany krzyż, pomalowany na niebiesko. Obok na kamiennym kopcu w 2011 roku postawiono metalowy krzyż z granitową tablicą upamiętniającą pomordowanych 12/13 marca 1945 r. Tablica została zniszczona w 2022 roku.